# Olympische Jugend-Sommerspiele 2010/Teilnehmer (Madagaskar)
| Gelbes Symbol für Goldmedaillen mit stilisierten Olympischen Ringen | Graues Symbol für Silbermedaillen mit stilisierten Olympischen Ringen | Braundes Symbol für Bronzemedaillen mit stilisierten Olympischen Ringen |
| ------------------------------------------------------------------- | --------------------------------------------------------------------- | ----------------------------------------------------------------------- |
| —                                                                   | —                                                                     | —                                                                       |

Die Jugend-Olympiamannschaft aus Madagaskar für die I. Olympischen Jugend-Sommerspiele vom 14. bis 26. August 2010 in Singapur bestand aus fünf Athleten.

## Athleten nach Sportarten

### Leichtathletik
Mädchen
- Tsiatengy Razafindrakoto
400 m: 15. Platz

### Schwimmen
| Mädchen - Aina Fils Rabetsara 100 m Freistil: 50. Platz 50 m Schmetterling: 19. Platz | Jungen - Mamitina Ramantsoa Tsilavina 100 m Freistil: 53. Platz 100 m Brust: 28. Platz 200 m Brust: 20. Platz 100 m Schmetterling: 32. Platz |

### Tennis
Mädchen
- Zarah Razafimahatratra
Einzel: Achtelfinale
Doppel: 1. Runde
- Niriantsa Rasolomalala
Einzel: 25. Platz (Trostrunde)
Doppel: 1. Runde